# Wolfgang Klausner
Wolfgang Klausner, genannt: der Wolf zu Pfaffing, (* 8. Januar 1906 in Chieming (Ortsteil Pfaffing); † 17. April 1958 in Hohenstadt) war ein deutscher Politiker (BVP, NSDAP, CSU).

## Leben und Beruf
Nach der Volksschule absolvierte Klausner, der römisch-katholischen Glaubens war, eine landwirtschaftliche Lehre auf dem väterlichen Hof. 1922 verunglückten sein Vater und sein älterer Bruder tödlich. Von 1924 bis 1926 besuchte er die Landwirtschaftsschule. 1932 übernahm er den Hof von seiner Mutter, die ebenfalls 1932 verstarb. Im gleichen Jahr verehelichte er sich mit Sophie Hofmann.
Er war im Bayerischen Bauernverband Vorstandsmitglied und Kreisobmann im Landkreis Traunstein. Er verunglückte gemeinsam mit seiner Tochter Elisabeth auf dem Weg nach Bonn zu einer Plenarsitzung tödlich.

## Partei
Klausner war vor 1933 Mitglied der BVP. Am 25. Februar 1940 beantragte er die Aufnahme in die NSDAP und wurde zum 1. April desselben Jahres aufgenommen (Mitgliedsnummer 7.955.745). Er trat 1946 in die CSU ein.

## Abgeordneter
Klausner war von 1933 bis 1958 Gemeinderat in Chieming, setzte sich dort z. B. bei einer Flurbereinigung dafür ein, dass die Bauern die Fläche für den jetzigen Gemeindefriedhof spendeten.
Noch für die Bayerische Volkspartei gewählt, hospitierte er nach der Auflösung der BVP bei der NSDAP-Fraktion, ohne zuerst der Partei beizutreten. Nach dem Zweiten Weltkrieg gehörte er zunächst der ernannten Gemeindevertretung und ab 1946 auch dem gewählten Gemeinderat an. Von 1946 bis zu seinem Tode gehörte er dem Kreistag des Landkreises Traunstein an.
Bei der Bundestagswahl 1953 wurde er in den Deutschen Bundestag gewählt, dem er bis zu seinem Tode angehörte. Er vertrat den Wahlkreis Traunstein im Parlament. Klausner widmete sich im Parlament insbesondere den Belangen der Landwirtschaft und war maßgeblich an der Einführung einer Rente für „Altenteiler“ (norddeutsch) bzw. „Austragler“ (bayerisch) beteiligt.

## Öffentliche Ämter
Klausner war von 1946 bis 1952 zweiter Bürgermeister der Gemeinde Chieming, die ihn im Hauptort Chieming mit der Wolfgang-Klausner-Straße ehrte.